# Dar Sila
Vương quốc Hồi giáo Dar Sila (Dār Sīla, tiếng Ả Rập: سلطنة دار صلة) là một nhà nước tự trị giữa các đế quốc Wadai và Darfur ở khu vực ngày nay là Tchad. Đến năm 1916, nó cuối cùng bị sáp nhập vào thuộc địa Tchad thuộc Pháp. Vương quốc thỉnh thoảng được gọi là Dār Dājū, theo tên nhóm sắc tộc cầm quyền. Thị trấn chính là Goz Beïda, cách Abéché khoảng 180 km về phía nam.

## Nguồn gốc

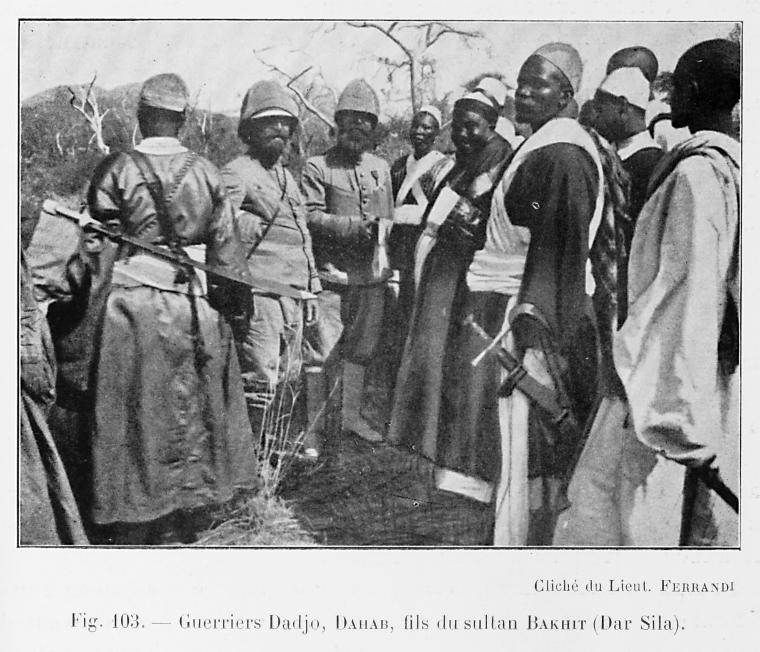
Chiến binh người Daju Dahab, con trai của sultan Bakhit

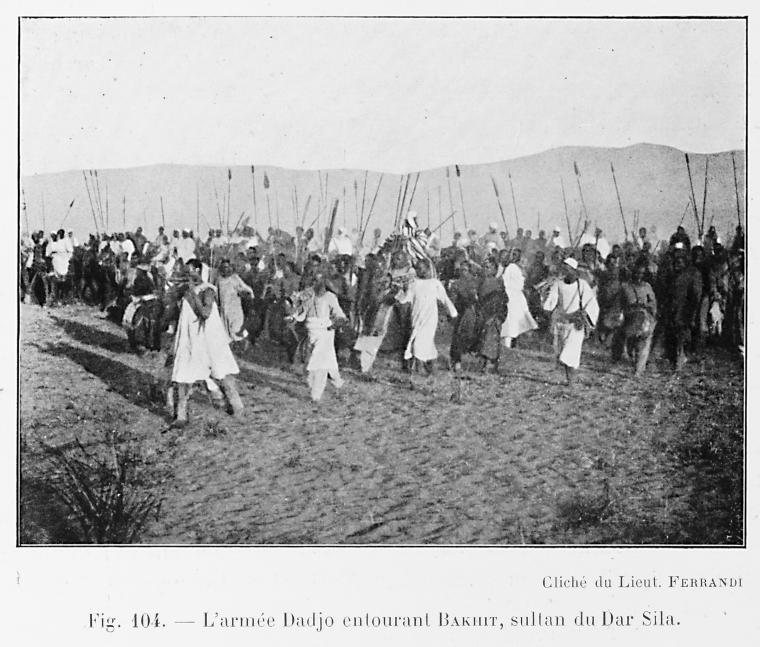
Quân đội Dar Sila dưới quyền sultan Bakhit